# Sneinton
Sneinton (pronunciado "Snenton") es un pueblo y barrio de Nottingham, Inglaterra. El área está delimitada por el centro de Nottingham, al oeste, al norte de Bakersfield, Colwick al este, y el río Trent, al sur. Sneinton ahora se encuentra dentro de la autoridad unitaria de Nottingham, haber sido parte de Nottinghamshire hasta 1877. 
Sneinton ha existido como un pueblo por lo menos desde 1086, pero se mantuvo relativamente sin cambios hasta la era industrial, cuando la población se expandió dramáticamente. Además el cambio social en el período posguerra dejó Sneinton con un carácter multicultural. Sneinton residentes de la nota incluyen William Booth, fundador del Ejército de Salvación, y el matemático George Green, quien trabajó Green's Mill en la parte superior de Sneinton Hill. 

## Historia
La historia de Sneinton está inextricablemente ligada a la de su vecino cercano, la ciudad de Nottingham. Cuando el área que es ahora Nottingham fue colocada por el jefe anglosajón "Snot", nombró a la liquidación "Snottingham" (la casa del pueblo de Snot, donde inga = el pueblo de; ham = casa), y la zona este de la ciudad, también se establecieron por los sajones, fue llamado "Snottington" (el sufijo ton = asentamiento granja). Sneinton se menciona en el libro de Domesday, donde se conoce como "Notintone", que representa la pronunciación normanda de un anglosajón topónimo, con el "Sn" cayó en favor de la "N", que era más fácil de decir en el Norman idioma. La pronunciación de Norman "Nottingham" atascado, mientras que su pronunciación de "Notintone" no lo hizo. En los años entre 1086 y 1599, "Sneinton" se convirtió en la forma acordada de deletrear el nombre del pueblo. 

### Era industrial
Hasta el siglo XIX Sneinton no era más que un pueblo, de pie sobre una cresta alta a una milla al este del centro de la ciudad de Nottingham con vistas al valle del río Trent. El pueblo iba a cambiar drásticamente cuando el propietario de la tierra principal de la época, el primer conde Manvers, vendió la tierra entre Nottingham y Sneinton a los desarrolladores. Vivienda fue construida sobre la tierra en la que los trabajadores de la fábrica de Nottingham vivían. Reglamentos de construcción en ese momento donde un poco laxo, y por lo que el nuevo paisaje se convertiría en un barrio pobre. La pobreza y la falta de saneamiento estaban hechos de la vida para los que viven en estas viviendas de hacinamiento. 
Green Mill, un molino de torre de ladrillo rojo, fue construida alrededor de 1807 en el sitio de un molino anterior puesto más pequeño. Cuando el fundador de la fábrica de la muerte, su hijo, el famoso matemático George Green, heredó y operó hasta su muerte en 1841. Molino de zona de Green estaba el imponente Nottingham Lunatic Asylum, el primer condado de Asilo para abrir en Inglaterra, que existió de 1812 a 1902. Más tarde se convierte en un internado llamado King Edwards, que se rige por el maestro cabeza tristemente célebre Alfred Tanner y su esposa María. Los niños murieron en accidentes de trabajo en la escuela. Desde entonces ha sido demolido y ahora es la ubicación del rey Eduardo Park. A finales del siglo XIX, el tercer conde Manvers vendió el resto de la tierra de la familia Pierrepont a los desarrolladores, que posteriormente construyen toda la vivienda victoriana en las laderas de Sneinton Dale. Esta vivienda era de un nivel más alto que el desarrollo anterior, y sigue en pie hasta nuestros días. La población creció a continuación, a un máximo de 23.093 en 1901, como encajes y textiles de fabricación se expandió junto con la industria pesada. 

### Edad Moderna
En la década de 1930, Nottingham comenzó a abordar el problema del hacinamiento. Muchas personas en Sneinton en el momento que viven en la más antigua, hacinamiento, vivienda victoriana no aptos para el uso previsto húmedo. Estas casas se alquilan por lo general, lo que fue un triviales órdenes de despacho de utilizar el proceso para desalojar a los inquilinos. Se demolieron casas no aptos, y la tierra reconstruidos bajo el redesarrollo "Carter Gate". Un mayor desarrollo fue suspendido debido a la Segunda Guerra Mundial, durante la cual Sneinton fue bombardeada. Un mapa elaborado por los departamentos locales de Defensa Civil demostró que muchas de las unidades industriales en Meadow Lane recibieron impactos directos. 
Más tarde, en la década de 1950 llegó la reurbanización "Chedworth Raíces". Una gran cantidad de viviendas moderno fue construido durante este período, así como a cinco cuadras de la torre de varios pisos, todos los cuales se destacan el día de hoy. Alrededor de este tiempo, los migrantes económicos comenzaron a establecerse en Sneinton, dibujado por la vivienda asequible, cerca de los lugares de trabajo. 
En el siglo 21, Sneinton ha conservado un sentido de comunidad, que le da una sensación de un pueblo, que ha resistido hasta ahora la gentrificación. A partir de 2014, Sneinton tiene el índice de criminalidad más bajo del 11 de los 25 distritos de Nottingham, superando a todas las demás áreas de la ciudad interior comparables (por ejemplo, St Ann, los prados, y Radford). Precios de la vivienda han aumentado en las últimas décadas, pero sigue siendo más barato alojamiento en Sneinton que en otros barrios de Nottingham. Esto puede cambiar cuando se completen las previstas "Eastside" proyectos de renovación urbana junto Sneinton. 

## Gobierno
Sneinton fue incorporado oficialmente en la ciudad de Nottingham en 1877. En la actualidad se encuentra dentro de la autoridad unitaria de Nottingham, y por lo que se rige por el Ayuntamiento de Nottingham. Nottingham ha estado enviando a los diputados de Westminster desde 1295; el electorado se dividió en 1885 y Sneinton ha sido parte de Nottingham East desde entonces. 

## Geografía
Sneinton es el área alrededor de la carretera Sneinton Dale, que tiene una duración de unas dos millas al este del centro de la ciudad de Nottingham, hasta que se convierte en Oakdale en una rotonda que marca el límite con la de 1930 suburbio de Bakersfield al este. De lo contrario, las fronteras se difuminan - Carlton Road y la carretera A612 Newark son generalmente considerados como los límites norte y sur de la zona residencial, pero la sala electoral Dales, que incluye Sneinton y Bakersfield, se extiende al sur de la carretera de Newark hacia el río. Así, la sala incluye zonas industriales de ribera, la pista de carreras, Colwick Woods y Colwick Country Park y cuando estén dentro de los límites de la ciudad y fuera de ella es Colwick en Gedling ciudad. El límite de barrio en su mayoría se extiende al sur de Carlton carretera pero algunos agentes inmobiliarios puede describir la propiedad al norte de la misma alrededor de Victoria Park como en Sneinton lugar de la zona con problemas de St Ann. El límite occidental de la sala sube del Señora puente de la bahía a lo largo de la A6011 Meadow Lane que se convierte en la A612 Manvers Road.
Sneinton se sienta en la piedra arenisca suave Bunter (del tipo Sherwood Grupo Sandstone), sobrepuesto en la parte superior de margas del Keuper (del Mudstone Grupo Mercia). Crestas de piedra arenisca de Nottinghamshire pueden ser fácilmente excavados con herramientas simples de la mano para crear cuevas artificiales. El área general alrededor de lo que es ahora Nottingham fue una vez conocida en el lenguaje de Brythonic como "Tigguo Cobauc", que significa "El Lugar de las Cuevas" y se refiere como tal por el obispo de Sherborne Asser en 893 dC en la vida del rey Alfredo. Viviendas Cueva extendieron hacia Sneinton, en el que se les conoce como el "Hermitage", siendo como fueron ocupados por miembros de una orden religiosa solitario. Cuando Manvers camino fue construido por primera vez, los edificios de ladrillo fueron construidos frente a la piedra arenisca, el uso de las cuevas como habitaciones de atrás. En 1829 un derrumbe de roca destruyó estos edificios, y en 1897 una expansión del ferrocarril obligó Manvers Camino a desviar, cortar gran parte de la pared rocosa, borrando la mayor parte de los restantes cuevas de Sneinton. Lo que queda poco aún se pueden ver a lo largo del borde de Sneinton Hermitage. 

## Demografía
En 1801 la población de Sneinton se situó en sólo 558. Antes de 1851, la población de Sneinton había aumentado a 8.440. La población alcanzó un máximo de 23.093 en 1901. 
La gente de las Indias Occidentales, el sur de Asia, Europa del Este y África están todos representados en Sneinton, pero la mayor población solo proviene de Pakistán. Como resultado de esta población migrante mixta, la zona tiene un carácter multicultural, y tiene una amplia gama de restaurantes y tiendas. En 2011, la población se situó en 12.689 personas, de las cuales el 60% era blanca, el 20% de Asia, el 8% negro, el 9% mixta, 2% otros.

## Economía
En el siglo XIX las industrias locales eran de encaje textil y de fabricación, como la mayoría de Nottingham. En Sneinton, también estuvieron representadas las industrias pesadas, como la fundición de hierro, obras de ingeniería, y fábricas de ladrillos, situada en el extremo oriental de Sneinton Dale. La mayor parte de las casas adosadas de ladrillo rojo existentes fueron construidos en el siglo XIX, y muchas de las fábricas y almacenes de la época desde hace mucho tiempo han sido demolidas para dar paso a viviendas adicionales. 
Sneinton tiene un mercado público al aire libre tradicional situado en el extremo noroccidental de Sneinton, donde el barrio se encuentra con el centro de la ciudad. Aunque el mercado ha tenido problemas en los últimos años debido a su relativo aislamiento entre rodea edificios abandonados, Sneinton Dale y Sneinton Boulevard, las dos principales calles de alta a través del pueblo, han capeado la recesión y están prosperando. El Foro Empresarial Sneinton representa a más de 160 empresas locales.
Hay grandes planes para renovar dramáticamente Sneinton Mercado y toda la zona que forma una zona de amortiguación entre Sneinton y el centro de la ciudad de Nottingham. Este proyecto de regeneración urbana que se ha llamado "Nottingham Eastside" por los desarrolladores, pero la fecha de inicio se ha retrasado varias veces, debido a la falta de fondos en medio de la Gran Recesión. Los lazos de desarrollo en Eastside con las ambiciones de Nottingham Ayuntamiento para desarrollar la parte sur oriental del centro de la ciudad en un "barrio creativo". El área incluye el Lace Market, Hockley, Broadmarsh Oriente, el sitio Eastside Island y BioCity, el proyecto tiene como objetivo la creación de crecimiento y empleo. En julio de 2012, el gobierno contribuyó con £ 25 millones a un fondo de capital de £ 45 millones en participación, dirigida principalmente a los del Barrio Creativo.

## Cultura
El Comercio galería de arte es uno de una serie de proyectos en One Thoresby St, catalogado como uno de los "mejores galerías de arte secretas del mundo", de Alexander Farquharson de Nottingham Contemporary. Los estudios de la emisora de radio regional Gem 106 están cerca de la ciudad de Enlace. 

### Festival
Cada mes de julio, Sneinton celebra un festival organizado en torno a un tema diferente. El primer festival se celebró en 1995, y está dirigido por un grupo de voluntarios formado por los residentes locales, los representantes de las organizaciones locales, grupos comunitarios, escuelas, grupos religiosos, juveniles y de juegos, artistas, músicos, artistas y trabajadores de proyectos locales. Desde 2002, el grupo ha sido apoyado y coordinado por el Proyecto Comunitario Sneinton. 
El Festival Sneinton tiene tres elementos: talleres iniciales, un festival de una semana de duración, y el carnaval final. Talleres organizados por el Grupo del Festival se llevan a cabo en el período previo a la fiesta, y reunir a los jóvenes a ser creativos en todo el tema del año, la construcción de las obras de arte, decoraciones y trajes, así como la realización de talleres de danza y performance. La Semana Festival comienza el sábado, y participan siete días de artes basado eventos gratuitos y abiertos celebrados en y alrededor Sneinton. Festival de Semana culmina en un desfile celebrado en el día de Carnaval, en el próximo sábado. El desfile de Carnaval incluye carrozas, disfraces, trajes, bandas de samba, bandas de jazz, bandas juveniles, bailarines, y una variedad de otros artistas del evento. El festival continúa en la Plaza de la Ermita, cuando llega el desfile, y cuenta con una tarde de entretenimiento gratuito y diverso. 

## Sitios de interés
Hay varios parques y asignaciones dentro Sneinton, como Belvoir Park y el Dale asignaciones, pero, con mucho, el mayor espacio verde es Colwick Woods. Colwick maderas se encuentra al este de Sneinton, y, en 50 hectáreas o 123 acres, es casi tan grande como la propia Sneinton. Es una mezcla de pastizales y bosques antiguos, y forma una reserva natural local y un Sitio de Especial Interés Científico. El antiguo bosque es un hábitat para especies indicadoras tales como perros mercurio y ramsons. El sitio es rico en especies de mamíferos, incluyendo las dos especies de murciélago y el murciélago nóctulo. Los caminos públicos están marcados por todo el sitio, junto con el deseo caminos que recorren todo el bosque. Los bosques y prados, inusualmente cerca de un centro de la ciudad, son muy populares entre la población local para actividades al aire libre como el senderismo, el ciclismo de montaña, y otras actividades. 
Colinas empinadas son un rasgo característico de la mayor parte del sitio, y el acceso en silla de ruedas es sólo de Greenwood Camino en el prado abierto. Greenwood Dale Escuela Secundaria comparte una frontera con los acontecimientos de reservas y educativas se han celebrado en colaboración con la escuela incluyendo gymkhanas fotográficas y recogida retoño. Jornadas de puertas abiertas se llevan a cabo en el verano permitiendo que el público esté activamente involucrado con la reserva. Colwick Woods tiene un Grupo de Amigos activo que se reúnen regularmente para discutir el estado de sitio y llevar a cabo actividades de conservación de la vida silvestre en el bosque. 
Molino de Green es un molino de viento restaurado y trabajando 19a torre del siglo, que se encuentra en la parte superior de Sneinton colina, con vistas a la ciudad de Nottingham. 
El Sneinton Dragon es una gran escultura que se encuentra en el cruce de Colwick Loop Road y Sneinton Hermitage. Hecho de acero inoxidable, que fue creado por el artesano local, Robert Stubley después de residentes de Sneinton se pidió por la renovación de confiar en lo que les gustaría ver como una pieza de arte público para representar a su área. Fue encargado por el Ayuntamiento de Nottingham y fue dado a conocer el 21 de noviembre de 2006. El dragón representa 7 pies de altura, tiene una envergadura de 15 pies y tomó 3 meses para terminar. Durante el Christmasperiod el dragón recibe un sombrero de Santa, que a menudo desaparece en cuestión de días. También hay otras tres esculturas en Sneinton. 

## Transporte
La principal calle principal a través de la aldea es Sneinton Dale. Muchas de las calles residenciales en Sneinton llevan el nombre de las batallas y los generales de la segunda guerra bóer. Sneinton está delimitada al norte por la B686 (Carlton Road), y al oeste y al sur por la carretera A612 (Manvers Street y Colwick Loop Road) que se extiende desde Nottingham a Newark-on-Trent. El ferrocarril a Netherfield y Grantham corre a través de Sneinton pero no ha tenido una estación desde la estación Hipódromo cerrar en 1959. El Nottingham Ferrocarril Suburbano conectado unión Trent Lane en Sneinton con Daybrook, pero el daño bomba cerrado final Sneinton en 1941 y la línea cesado operaciones por completo en 1954. Las líneas de tranvía, una vez corrió por Carlton Road. 
Autobuses
- 43: Nottingham - Sneinton Dale - Bakersfield
- 44: Nottingham - Sneinton - Colwick - Netherfield - Gedling

## Educación
Sneinton tiene seis proveedores de escuela primaria, William Booth School Primaria, Edale Rise primaria y preescolar, la escuela primaria de COFE Sneinton St Stephen, Molino de viento PLOMO Academia, la Escuela de Iona, y la Academia de Nottingham (que opera desde la antigua Escuela Primaria Jesse arranque). Nottingham Academia también dirige la única escuela secundaria en la zona, en el sitio de la antigua Escuela Dale Greenwood. Sneinton cuenta con una biblioteca pública, que se puede encontrar en Sneinton Boulevard. 

## Religión
La vida religiosa de Sneinton refleja la diversidad de sus habitantes. La principal confesión religiosa ha sido tradicionalmente la Iglesia de Inglaterra, que está representado por cuatro iglesias: San Cristóbal de, san Cipriano, St. Matías y San Esteban. San Esteban de la iglesia parroquial en el centro de la parroquia de "San Esteban con San Matías". Dos antiguos emplazamientos Iglesia de Inglaterra han sido tomadas por otras denominaciones, a saber, de St Alban, que ahora es católica, y San Lucas, que es ahora la Congregación de Yahweh. La Iglesia Congregacional Albion también se encuentra dentro de Sneinton. Santa María y San Jorge es el lugar cristiana copta de culto local, y Bethesda representa la fe Pentecostal. Más allá de la cristiandad, hay también un templo hindú y centro comunitario en Carlton Road y la mezquita Jamia Masjid Sultania fue construido recientemente en Sneinton Dale, dando a la comunidad musulmana un lugar para adorar. 

## Deporte
Sneinton está situada muy cerca de cuatro de las principales instalaciones deportivas de Nottingham. El Meadow Lane Stadium es el estadio del Notts County FC, el equipo de fútbol más antiguo del mundo en seguir jugando de manera profesional en la actualidad. Por su parte, el City Ground es el campo del Nottingham Forest FC, que juega en el Campeonato de la Liga y pertenece a los excampeones de Europa. Trent Bridge es un campo de cricket internacional, en cuyas instalaciones se ubica desde 1838 el Nottinghamshire County Cricket Club. El Centro Nacional de Hielo es una pista de hielo de tamaño olímpico, que es a la vez la sede de las Panteras de Nottingham, así como un lugar destacado de la música de Nottingham. 
Nottingham hipódromo, el hipódromo local y Nottingham Greyhound Stadium se encuentran al sur de Colwick Woods. Gimnasios en el pueblo incluyen el galardonado Victoria Centro de Ocio. Carlton Town Football Club es un equipo de fútbol local, que fue fundada originalmente como Sneinton FC en 1904. Hay dos equipos de baloncesto locales; el equipo masculino es del Trópico Beeston, y la mujer es de los gatos monteses de Nottingham.

## Gente notable
Sneinton fue el lugar de nacimiento del matemático George Green (nacido en 1793) que vivió en una casa al lado de uno de los molinos de viento del pueblo, uno de los cuales era propietario y corrió. William Booth, fundador del Ejército de Salvación, nació en 1829 en la casa que ahora es el stand de Museo Casa Natal de Guillermo, ubicado en Notintone Place. Otro hijo famoso de Sneinton fue el campeón de boxeo desnudo nudillo, William Thompson, más conocido como Bendigo. Una casa pública en la zona todavía lleva con orgullo una estatua de la figura por encima de su puerta, a pesar de que ahora se llama "La Ermita". Lydia Beardsall, madre de DH Lawrence, vino de Sneinton y se casó con Arthur Lawrence en San Esteban el 27 de diciembre de 1875. Una más reciente celebridad Sneinton es el director de cine Shane Meadows, que vivía en Sneinton y filmó algunos de sus primeros trabajos en parte en Sneinton, incluyendo Small Time en 1996.
- Datos: Q7547597
- Multimedia: Sneinton / Q7547597